# Ford Consul Capri
No confundir con Ford Capri.
El Ford Consul Capri fue la versión cupé de dos puertas del Ford Consul Classic sedán fabricado por la Ford británica. Dicho Ford Classic fue el resultado de cuatro años de desarrollo, y la aprobación para el proyecto llegó en otoño de 1956. El diseño y estilización del coche fue el último proyecto liderado por Colin Neale antes de que dejara Dagenham por Dearborn. El requerimiento inicial para el diseño fue que el Ford Classic fuera un modelo que se pudiera aplicar a todas las gamas para introducir a Ford en la nueva década. Incluso Ford desarrolló un prototipo de gran tamaño (del tipo familiar o ranchera).

## Historia

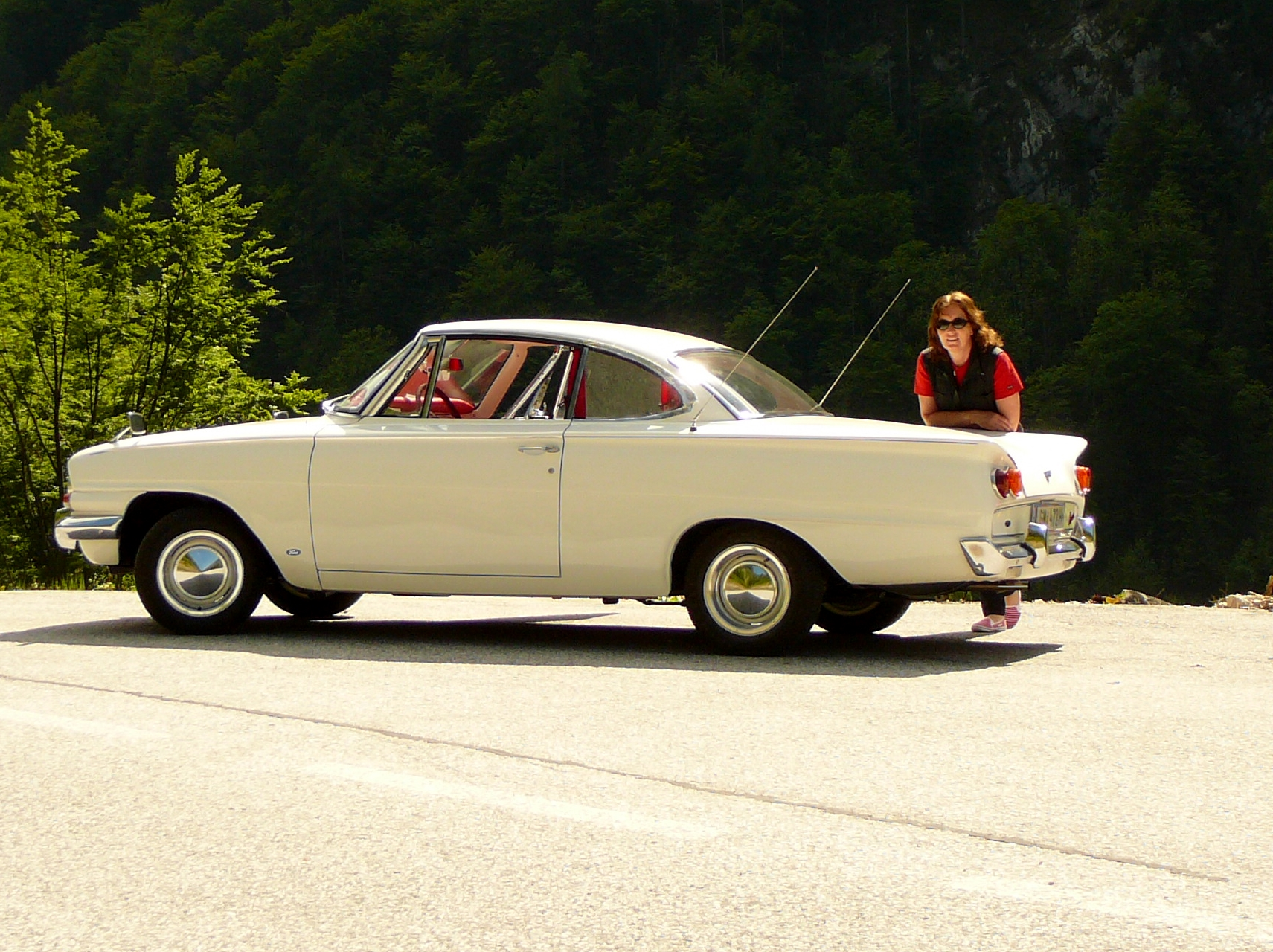
Ford Consul Capri

El proyecto Capri tuvo como nombre «Sunbird» y tomó elementos de diseño del Ford Thunderbird y del Ford Galaxie Sunliner. Dicho proyecto fue propuesto por Sir Horace Denne, director de ventas de Ford. Quería un coche que añadiera glamour a toda la línea de productos. El diseñador principal fue Charles Thompson.
Inicialmente, el Consul Capri era para exportación solamente, pero en enero de 1962 salió al mercado británico. Los paneles de la carrocería fueron preensamblados por Pressed Steel Fisher, y el ensamblaje final se llevaba a cabo en Ford Dagenham. Aunque el objetivo era ensamblar y fabricar toda la carrocería de todos los coches que iban a conformar la gama Ford Classic, la carrocería del coche era compleja y cara de fabricar. Con nuevos métodos de producción, los tiempos de respuesta de Dearborn y la necesidad de igualar los precios de la competencia, el Ford Classic y el Consul Capri estaban maldecidos desde el principio. El Ford Classic se fabricó desde 1961 a 1963, y fue substituido por el Corsair, un derivado del Cortina.
El Consul Capri incluía las características y acabados de Ford Classic De-Luxe, incluyendo cuatro faros, limpiaparabrisas de velocidad variable, discos de frenos delanteros de 241 mm, luces para el cuadro de mandos y encendedor eléctrico de cigarrillos. El coche fue proclamado como The First Personal car from Ford of Great Britain  «el primer coche realmente personal de la Ford Británica».
Como inicialmente el motor era de 1340 cc y 4 cilindros (modelo 109E), los primeros coches estaban considerados como muy poco potentes y sufrían de roturas prematuras del cigüeñal. La cilindrada del motor fue incrementada en agosto de 1962 a 1498 cc (modelo 116E) y dicho motor fue una mejora considerable. Las primeras 200 unidades del Capri se construyeron con el volante a la izquierda para ser exportados a Europa y Norteamérica. En el Salón del Automóvil de Fráncfort de 1961, Ford vendió 88 unidades del Capri.
En febrero de 1963 se anunció una versión GT (conocida como modelo 116E). El nuevo motor para el GT, desarrollado por Cosworth, tenía una relación de compresión de 9:1, culata modificada para alojar válvulas más grandes, colector de admisión de aluminio, colector de escape de cuatro salidas independientes, y, más notablemente, un carburador Weber de doble cuerpo. Se anunció que se usaría dicho motor en el Ford Cortina en abril de 1963.
Con todo, el coche era muy caro de producir y al final tenía que competir con el popular Ford Cortina. Las ventas fueron pobres y el Consul Capri fue retirado del mercado tras dos años y medio con un total de 19.421 unidades vendidas, de las cuales solo 2002 eran modelos GT. Solo 1007 unidades fueron vendidas en todo el año 1964, el último de producción, y de esas, 412 fueron GTs. El Consul Capri se dejó de fabricar en julio de 1964. 
Uno de estos Capri fue probado por la revista británica The Motor en 1962 y tuvo una punta de velocidad de 127.1 km/h con una aceleración de 0-100 en 22.6 segundos. En todo el proceso, el consumo registrado fue de 7,7 litros cada 100 km. El coche que se probó costaba en aquellos tiempos 915 libras esterlinas, incluyendo tasas, que eran de 288 libras.

## Motorizaciones
| Modelo  | Año     | Motor                    | Despazamiento | Rendimiento | Sistema de combustible            |
| ------- | ------- | ------------------------ | ------------- | ----------- | --------------------------------- |
| 109E    | 1961-62 | 4 cilindros en línea OHV | 1340 cm³      | 54 PS       | Carburador monocuerpo             |
| 116E    | 1963-64 | 4 cilindros en línea OHV | 1498 cm³      | 60 PS       | Carburador monocuerpo             |
| 116E-GT | 1964    | 4 cilindros en línea OHV | 1498 cm³      | 78 PS       | Carburador Weber con doble cuerpo |